# Sogei
Sogei - Società Generale d'Informatica S.p.A. è un'azienda italiana che opera nel settore dell'ICT e della sicurezza informatica. È una società in house controllata al 100% dal Ministero dell'economia e delle finanze.
Svolge servizi di consulenza informatica per la pubblica amministrazione, in particolare per il Ministero dell'economia e delle finanze e per le Agenzie fiscali sulla base di contratti di servizio pluriennali.

## Storia
Viene fondata a Roma il 28 maggio 1976 da:
- Italsiel (IRI-Finsiel), con il 95%
- Calcolo Industriale Scientifico S.p.A., con il 5%

con il mandato di creare e gestire in concessione una moderna anagrafe tributaria in armonia con la Riforma Fiscale del 1973, che aveva portato il numero dei contribuenti censiti da quattro milioni a venticinque milioni. Inizialmente Sogei contava su 40 dipendenti provenienti dall'Italsiel.
Sogei ha realizzato e gestisce i codici anagrafici delle persone fisiche e delle aziende, ovvero il codice fiscale e la partita IVA.
Negli anni novanta Finsiel, e quindi Sogei, passano sotto il controllo di Telecom Italia.
Il 2 giugno 2002 Telecom Italia, scorporata Sogei IT, vende Sogei al Ministero dell'economia. Nel 2003 Sogei acquista Sogei IT e la incorpora.
Dal 1º luglio 2013 Sogei incorpora il ramo d'azienda ICT di Consip.
Dal 1º gennaio 2024 Sogei incorpora SOSE e il ramo ICT dell'Agenzia entrate-Riscossione.

## Attività svolte
- Sviluppo e gestione del sistema informativo della fiscalità, ovvero l'anagrafe tributaria per conto del Ministero dell'economia e delle finanze
- Sviluppo e gestione del sistema informativo della contabilità pubblica per la Ragioneria generale dello Stato, del sistema informativo e contabile del debito pubblico
- Sviluppo e gestione del sistema informativo del gioco pubblico per conto dell'Agenzia delle dogane e dei monopoli
- Monitoraggio spesa pubblica, in particolare la spesa sanitaria
- Sviluppo e gestione del software per le Agenzie fiscali (Entrate, Dogane e monopoli, Demanio)
- Selezione fornitori, monitoraggio della produzione e spedizione della tessera sanitaria per conto dell'Agenzia delle entrate
- Realizzazione dell'Anagrafe nazionale della popolazione residente (ANPR)[7] in collaborazione con il Ministero dell'interno
- Realizzazione del canale web dello spesometro: servizio fatture e corrispettivi
- Realizzazione e gestione della piattaforma nazionale DGC per il rilascio e il controllo della Certificazione Verde COVID-19 comunemente detta Green Pass vaccinale[8]

## Bilanci
| Anno | Fatturato [Mln EUR] | Utile netto [Mln EUR] | Ebitda (Margine operativo lordo) [Mln EUR] | Ebit (Risultato operativo) [Mln EUR] | Dipendenti | Note   |
| ---- | ------------------- | --------------------- | ------------------------------------------ | ------------------------------------ | ---------- | ------ |
| 2008 | 335                 | 25,5                  |                                            |                                      | 1 784      | [ 9 ]  |
| 2009 | 318,80              | 39,23                 |                                            |                                      |            |        |
| 2010 | 365,94              | 28,70                 | 86,98                                      | 49,62                                | 1 796      |        |
| 2011 | 377,505             | 26,462                | 84,514                                     | 46,562                               | 1 783      |        |
| 2012 | 370,181             | 29,292                | 85,436                                     | 39,029                               | 1 778      |        |
| 2013 | 447,426             | 24,581                | 82,246                                     | 41,637                               | 2 167      | [ 10 ] |
| 2014 | 523,662             | 21,379                | 77,802                                     | 42,280                               | 2 145      | [ 11 ] |
| 2015 | 520,495             | 23,788                | 77,596                                     | 35,146                               | 2 120      | [ 12 ] |
| 2016 | 540,427             | 29,189                | 79,533                                     | 43,027                               | 2 124      | [ 13 ] |
| 2017 | 533,478             | 20,082                | 70,664                                     | 28,728                               | 2 094      | [ 14 ] |
| 2018 | 526,698             | 27,810                | 63,558                                     | 37,538                               | 2 164      | [ 15 ] |
| 2019 | 576,002             | 29,834                | 86,607                                     | 40,829                               | 2 144      | [ 16 ] |
| 2020 | 628,195             | 26,959                | 87,535                                     | 37,419                               | 2 210      | [ 17 ] |
| 2021 | 722,472             | 59,307                | 134,952                                    | 83,183                               | 2 443      | [ 18 ] |
| 2022 | 875,996             | 69,067                | 166,670                                    | 97,168                               | 2 603      | [ 19 ] |

## Vertici aziendali
Cronologia dei vertici aziendali Sogei.
| Periodo                                         | Carica e nome | Note          |
| ----------------------------------------------- | --- | ------------- |
| 2024 - 2026                                     | - Presidente: Paolo Savini - Amministratore delegato: Cristiano Cannarsa                                                                         | [ 21 ]        |
| dal 2021 (mandato 2021 - 2023)                  | - Presidente: Pasqualino Castaldi - Amministratore delegato: Andrea Quacivi (2021-2023) - Amministratore delegato: Cristiano Cannarsa (dal 2023) | [ 22 ]        |
| 2017 - 2021 (mandato 2017 - 2018 e 2018 - 2020) | - Presidente: Biagio Mazzotta - Amministratore delegato: Andrea Quacivi                                                                          | [ 23 ] [ 24 ] |
| 2015 - 2017                                     | - Presidente e Amministratore delegato: Cristiano Cannarsa                                                                                       | [ 23 ]        |
| 2012 - 2015                                     | - Presidente e amministratore delegato: Cristiano Cannarsa                                                                                       | [ 25 ]        |
| 2011 - 2012 (mandato 2011 - 2014)               | - Presidente: Federico Maurizio d'Andrea - Amministratore delegato: Cristiano Cannarsa                                                           | [ 26 ]        |
| 2011                                            | - Amministratore unico: Cristiano Cannarsa | [ 26 ]        |
| 2008 - 2011                                     | - Presidente: Sandro Trevisanato - Amministratore delegato (2008): Aldo Ricci - Amministratore delegato (2008 - 2011): Marco Bonamico            | [ 26 ] [ 27 ] |
| 2006 - 2008                                     | - Presidente: Gilberto Ricci - Amministratore delegato: Valerio Zappalà                                                                          | [ 28 ]        |
| 2003 - 2006                                     | - Presidente: Sandro Trevisanato - Amministratore delegato: Aldo Ricci                                                                           | [ 27 ]        |
| 2001 - 2003                                     | - Presidente: Sandro Trevisanato - Amministratore delegato: Aldo Ricci                                                                           | [ 27 ]        |

## Loghi

Logo della Sogei sotto il controllo di Telecom Italia
Logo della Sogei fino al 2006
Logo della Sogei dal 2007 al 2020
Logo della Sogei dal 2020

## Controversie e procedimenti giudiziari

### Sistema Sogei
Nel 2011 alcune inchieste giudiziarie si concentrano sugli appalti assegnati dalla Sogei, coinvolgendo il Presidente Sandro Trevisanato ed il parlamentare Marco Milanese. La stampa lo definisce il "sistema Sogei", su cui indagano le Procure, con il quale appalti assegnati senza gara servono ad utilità di singoli parlamentari. La nomina di Cannarsa nel 2011 viene dunque letta dalla stampa come un profondo cambio di pagina con la precedente gestione. Nel 2013, poi, l'Autorità per la vigilanza sui contratti pubblici (oggi ANAC) pubblica il referto di un'indagine sugli appalti di Sogei dal 2006 al 2011 iniziata in precedenza, che si conclude con numerosi riscontri di irregolarità e con l'invio degli atti alla Procura della Repubblica ed alla Procura della Corte dei Conti. A conferma della volontà del Governo di voltare pagina, il DL 95/2012 (oltre al conferimento delle attività informatiche da Consip a Sogei) ha disposto che Consip effettui gli acquisti di beni e servizi di Sogei in qualità di centrale di committenza. Nel 2014 l’allora ministro Giulio Tremonti patteggia una pena pecuniaria di 40.000 euro per aver indebitamente beneficiato di vantaggi connessi al cosiddetto “sistema Sogei”.

### Attacco cyber
A luglio 2022 la banda hacker di LockBit3.0 rivendica un attacco ransomware all’anagrafe tributaria gestita da Sogei sui propri sistemi. Successivamente Sogei ha smentito sia l’attacco che la rivendicata perdita di dati che riguarderebbe invece Gesis, una società di servizi informatici che gestisce l’interazione telematica di uno studio legale e tributario con Sogei.

### Indagine per tangenti su appalti
Nell'ottobre 2024 viene arrestato in flagranza di reato il direttore generale dell'Area Mercati della società, Paolino Iorio, nell’ambito di una vasta indagine relativa a tangenti su appalti. Sogei si dichiara indiscutibilmente estranea ai fatti, pronta a collaborare con la magistratura, in cui confida, e parte lesa se i reati fossero accertati. A marzo 2025 Iorio viene condannato, con patteggiamento, a una pena di tre anni di reclusione per il reato di corruzione.
Anche in seguito a dichiarazioni di Iorio ai PM, in marzo 2025 l’amministratore delegato Cristiano Cannarsa risulta indagato per tentato peculato in relazione a forniture di servizi di cybersecurity a Sogei.